# Filippo Lascaris
Filippo Lascaris, noto anche come Memí Çelebi Spahi (fl. XVI secolo), dalle fonti viene indicato come l'ultimo discendente del Megaduca Lascaris e ultimo figlio del conte di Cefalonia.
I fratelli maggiori erano al servizio di Venezia ed erano caduti in combattimento a Cipro. Filippo era stato catturato quando non aveva ancora raggiunto la maturità nel corso di una conquista turca di Patrasso, probabilmente quella compiuta da Khayr al-Din Barbarossa nel 1533. Obbligato a convertirsi, fu un cavaliere (sipāhī, in Lingua turca) al servizio dell'Impero ottomano, con un feudo in assegnazione.
Durante l'assedio di Malta (1565) per opera della flotta di Solimano il Magnifico lo spahi Memí diserta e raggiunge a nuoto il campo avversario, avvisando i Cavalieri di un attacco imminente che verrà respinto. Secondo il Bosio aveva allora 55 anni. Dopo la ritirata ottomana da Malta, Filippo Lascaris fu condotto fino a Roma dove ricevette il battesimo e sembra si sia recato persino a Vienna dove avrebbe rivelato i piani di attacco per un'azione bellica in Ungheria nel 1566.